# 아에로플로트 카고
아에로플로트 카고(러시아어: Аэрофлот Карго, 영어: Aeroflot Cargo) 러시아의 화물 항공사로 허브 공항은 셰레메티예보 국제공항이 있으며 러시아의 최대 항공사인 아에로플로트의 자회사에 속한다.

## 역사
아에로플로트의 화물 항공 부문을 담당하는 100% 자회사로 2006년 설립되어 2006년 4월 19일에 회사 항공편으로 운항을 시작했다. 러시아에서 볼가 드네포르 항공에 이어 제2위의 화물 항공사이며 셰레메티예보 국제공항을 거점으로 하여 현재 12개 도시에 취항하고 있다. 2010년 4월 5일에 파산 절차를 신청하였고 추후 모기업인 아에로플로트 산하 화물부로 재설립하여 운항하고 있다. 2011년 5월 뮌헨에서 열린 에어 카고 유로파(영어: Air Cargo Europe)에서 스카이팀 카고 9번째 회원사가 되었다.

## 운항 노선

### 아시아
- 대한민국
  - 서울 - 인천국제공항
- 중화인민공화국
  - 베이징 - 베이징 서우두 국제공항
  - 상하이 - 상하이 푸둥 국제공항
- 홍콩
  - 홍콩 - 홍콩 첵랍콕 국제공항
- 일본
  - 도쿄 - 나리타 국제공항

### 유럽
- 독일
  - 프랑크푸르트 - 프랑크푸르트 한 공항
- 핀란드
  - 헬싱키 - 헬싱키 국제공항
- 러시아
  - 모스크바 - 셰레메티예보 국제공항
  - 상트페테르부르크 - 풀코보 국제공항
  - 노보시비르스크 - 톨마쵸보 국제공항

## 보유 기종
- 아에로플로트 카고는 폐업 전까지 다음과 같이 보유해왔다.

## 사진

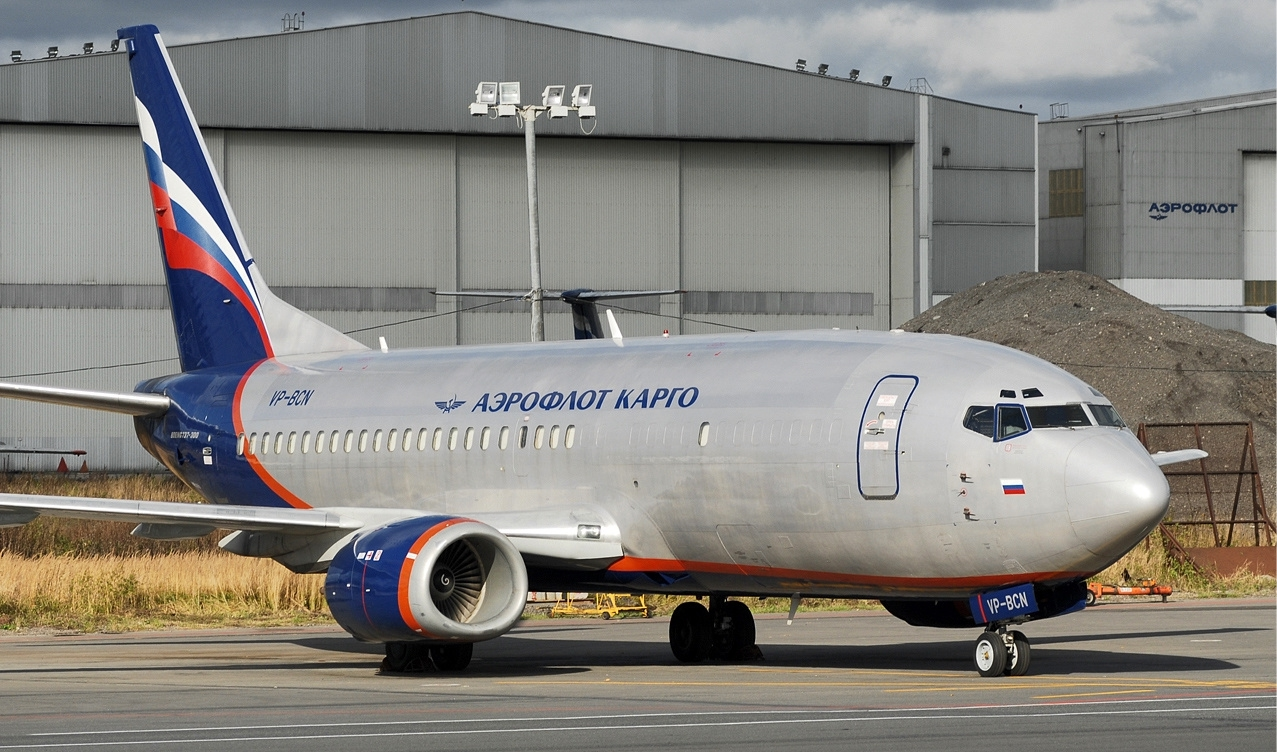
아에로플로트 카고의 보잉 737-300F (퇴역)
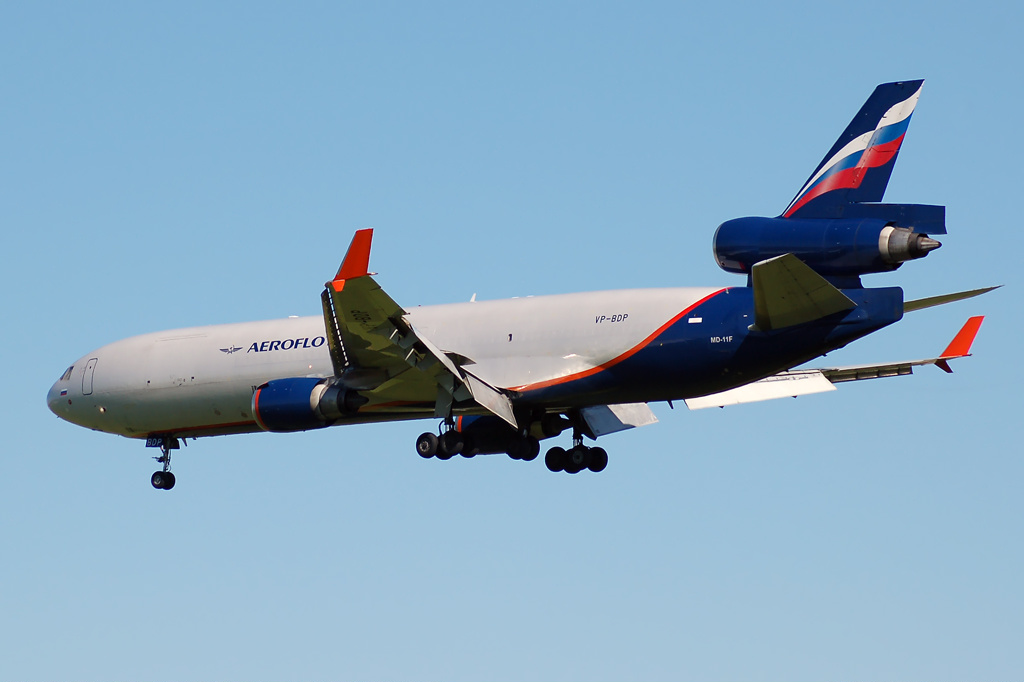
아에로플로트 카고의 맥도넬더글러스 MD-11F (퇴역)
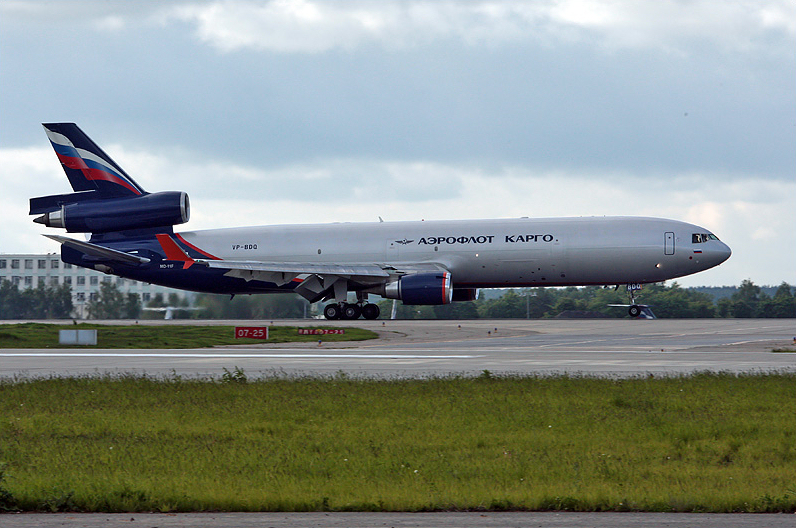
아에로플로트 카고의 맥도넬더글러스 MD-11F (퇴역)